# YG Entertainment
YG Entertainment (koreansk: YG 엔터테인먼트) er et sydkoreansk underholdningsfirma grundlagt i 1996 af Yang Hyun-suk. Virksomheden opererer som pladeselskab, talentbureau, musikproduktionsselskab, arrangementshåndtering og koncertproduktionsselskab og musikforlag. Derudover driver virksomheden en række datterselskaber under et særskilt offentligt forhandlet selskab, YG PLUS, som omfatter en tøjlinie, et golfforvaltningsorgan og et kosmetikmærke. Det er i øjeblikket et af de største underholdningsvirksomheder i Sydkorea.
Tidligere kunstnere omfatter Wheesung, Epik High, 1TYM, Gummy, Seven, Minzy, Park Bom, 2NE1, Nam Tae-hyun, Lee Jong-suk og PSY. Nuværende kunstnere omfatter Big Bang, CL, Dara, Akdong Musician, Lee Hi, Winner, iKon, Black Pink, Sechskies, Jinusean, One og Treasure 13 samt skuespillere og skuespillere, herunder Kang Dong-won, Choi Ji-woo, Cha Seung-won, Lee Sung-kyung, Nam Joo-hyuk og Yoo In-na. Jeon So-mi og Anda er under selskabets datterselskaber The Black Label, YGX og YG KPLUS.